# マサトラン

マサトラン（Mazatlán）は、メキシコの都市、シナロア州に属する太平洋に面した都市である。バハカリフォルニア半島の先端からちょうど南東に当たる位置にある。
マサトランとは、ナワトル語で「鹿の住む地」を意味する。1820年代に都市としての礎が築かれ、19世紀中ごろにドイツから大量の移民が移住し、近くの金や銀の鉱山のために必要な設備を輸入するための商港都市として大いに発展した。1859年から1873年はシナロア州の州都も置かれたことがある。
マサトランの人口は約400,000人（2006年）で、シナロア州第二の都市であるが、メキシコでは最大の商港都市である。また、海岸沿いにはリゾートホテルが立ち並ぶ観光都市でもある。
バハカリフォルニア半島のラパスからカリフォルニア湾をはさんでフェリーが就航している。

## 姉妹都市
- シアトル（アメリカ合衆国、ワシントン州）
- ハム（ドイツ、ノルトライン＝ヴェストファーレン州）
- プンタレナス（コスタリカ）